# Фрак
Фрак је најформалнији вечерњи западњачки кодекс облачења. За мушкарце, састоји се од црног фрака (алтернативно називаног капутом, обично од стране кројача) који се носи преко беле кошуље, белог прслука и беле лептир машне која се носи око крагне. Црне панталоне средњег или високог струка са галоном, траком која се састоји од две свилене пруге за прикривање спољних шавова панталона, заједно са ципелама употпуњују одело. Могу се носити ордени, одликовања и медаље. Прихватљиви додаци укључују црни цилиндрични шешир, беле рукавице, бели шал, џепни сат и др. Жене носе балске или вечерње хаљине пуне дужине са вечерњим рукавицама и, опционо, тијарама, накитом и малом торбицом.
Порекло се може пратити до краја 18. века. Нови стилови појавили су се око доба револуције, а посебно их је усвојио буржоаски трећи сталеж Краљевине Француске. Све чешће након Француске револуције, мушкарци из високог друштва су напуштали богато украшене капуте, са кројевима можда додатно инспирисаним хаљинама и капутима за јахање сеоске господе. Чипкасте кошуље и јакне са обичним белим кошуљама, краћим прслуцима, белим краватама и панталонама, постало је познато као директорски стил. До раног 19. века регентског периода, тамни фракови са светлим панталонама постали су стандардна дневна одећа, док су црно-бела постале стандардне боје за вечерњу одећу. Иако је директорски стил средином 19. века замењен дневним црним капутићима и лептир машнама, од тада су црни фракови са изрезима са белом лептир машном остали успостављени за свечану вечерњу одећу.
Упркос појави удобнијег полуформалног кодекса облачења са црном одећом 1880-их, фракови су остали главни. Пред крај викторијанског доба, беле лептир машне и прслуци постали су стандард за вечерњу хаљину, у контрасту са црним лептир машнама и прслуцима или нараменицама.
Након друштвених промена након Првог светског рата и посебно са контракултуром 60-их, фрак је све више замењен смокингом као подразумеваном вечерњом одећом за свечаније догађаје. Од касног 20. века, фрак има тенденцију да буде резервисана за најзваничније вечерње прилике, као што су банкети након инвеституре, државне вечере и аудијенције, поред свечаних балова и гала као што су бал Бечке опере у Аустрији, Нобелова награда банкет у Стокхолму, Марди Грас балови у Њу Орлеансу, комеморативни балови у Оксфорду и мајски балови у Кембриџу и Меморијална вечера Ал Смита у Њујорку. Фрак се још увек јавља на традиционалним венчањима и црквеним свечаностима, у одређеним друштвима и братствима, као и повремено око неких традиционалних европских универзитета и колеџа.

## Историја

### 19. век: настанак и развој
Током раног новог века, западноевропски мушки дворјани и аристократе носили су сложену одећу на церемонијама и вечерама: капути (често богато украшени), набране и чипкасте кошуље и панталоне чиниле су окосницу њихове најзваничније одеће. Како се 18. век ближио крају, високо друштво је почело да усваја строжији кодекс облачења која је црпила инспирацију из тамних нијанси и једноставнијих дизајна које су усвојила сеоска господа. До краја 18. века, мушкарци више класе у Британији и Европи били су у уобичајеној употреби два облика репа: формалнији капут (хоризонтално одсечен на предњој страни) и мање формални јутарњи капут, који се савијао. назад од предње до репова. Отприлике од 1815., одећа до колена постала је све популарнија и на крају је постала, заједно са јутарњим капутом, као паметна дневна одећа у викторијанској Енглеској. У међувремену, хаљина је постала резервисана за ношење увече.  Денди Боа Брамела усвојио је минималистички приступ вечерњој одећи — бели прслук, тамноплави фрак, црне панталоне и пругасте чарапе.  Иако је Брамел сматрао црну ружном бојом за вечерње мантиле, прихватили су је други данди, попут Шарла Бодлера, а црно-бела су постале стандардне боје до 1840-их.
Током 19. века, монотона шема боја постала је кодификовани стандард за вечерње догађаје после 18 часова у круговима више класе. Стилови су се развили и вечерња хаљина се састојала од црног мантила и панталона, белог или црног прслука и лептир машне до 1870-их. Смокинг се појавио као мање формална и удобнија алтернатива током 1880-их.
Почетком 20. века, кодекс облачења је подразумевао ношење белог прслука и кравата са црним фраком и панталонама.  Упркос све већој популарности, јакна је остала резерва породичних вечера и џентлменских клубова током касног викторијанског периода.

### 20. век
До почетка 20. века, одело се састојало од црног фрака од тешке тканине. Ревери су му били средње ширине, а бела кошуља испод ње имала је јако уштиркану, чврсту предњу страну, закопчану бисерним или црним копчама и или крилату крагну, који се састоји од високе траке са благом закривљеношћу.  После Првог светског рата, сако је постао популарнији, посебно у САД, а појавиле су се и неформалне варијације, попут меке кошуље са одложеним крагном и касније сакоа са дуплим копчањем;  опуштајуће друштвене норме у Америци из доба џеза значиле су да је бела кравата замењена црном краватом као подразумеваном вечерњом одећом за младиће, посебно у ноћним клубовима. Након Првог светског рата фракови су били „скоро напуштени“.  Али и даље је имало своје место: америчка списатељица Емили Пост је 1922. изјавила да „џентлмен увек мора да буде у пуној одећи, у фраку, белом прслуку, белој кравати и белим рукавицама“ када је у опери, а ипак је назвала смокинг "неопходан" за сваког господина, пишући да се "носи свако вече и скоро свуда, док је фрак неопходан само на баловима, свечаним вечерама и у ложи у опери." 
Такође је наставио да се развија. Бела кравата се носила са панталонама танког кроја раних 1920-их; до 1926. у моди су били фракови са широким реверима и прслуци са двоструким копчањем.  Војвода од Виндзора (тада принц од Велса, а касније Едвард VIII) носио је поноћно плави фрак, панталоне и прслук 1920-их и 1930-их како би „омекшао“ контраст између црног и белог и омогућио фотографијама да осликају нијансе његовог кроја. Крај 20-тих и 30-те су били сведоци оживљавања популарности кодекса облачења,   али је до 1953. један писац нагласио да је „модерни тренд ношење 'репова' само за најформалније и свечаније функције, као што је нпр. важне свечане вечере, балови, разрађена вечерња венчања и отварање опере“.
Последњи председник који је носио белу фрак на председничкој инаугурацији Сједињених Држава био је председник Џон Ф. Кенеди 1961., који је носио за своју инаугурацију и за свој инаугурациони бал .

### 21. век
Иако је ретка почетком 21. века, опстаје као формални кодекс облачења за краљевске и јавне церемоније, венчања, балове и одабрану групу других друштвених догађаја у неким земљама.
У Лондону га и даље користе амбасадори који присуствују божићном балу који је приредио краљ Чарлс III у Бакингемској палати  као и вечери лорда градоначелника.
Значајни догађаји који се понављају укључују церемонију доделе Нобелове награде у Шведској  и бал Бечке опере у Аустрији.
У Скандинавији и Холандији, фрак је традиционална одећа за докторске конференције и прописана је на неким шведским и финским универзитетима, где се носи са варијантом цилиндра који се зове докторски шешир. На универзитетима у Упсали и Лунду, још увек је уобичајено да студенти носе фрак на свечаним догађајима. У Шведској и Финској, црни прслук се носи са белом краватом за академске прилике током дана. У Холандији ће фракове носити и полазници постдипломаца, звани паранимфе.

#### Уједињено Краљевство
У Британији се носи на одређеним формалним приликама као што су државни банкети  и одређени балови на универзитетима Оксфорд, Кембриџ, Дарам, Единбург и Сент Ендруз.  Председник и службеници Оксфордске уније и даље су обавезни да носе белу кравату на свакој дебати, али од 1930-их, други говорници морају да носе само црну кравату.

#### Сједињене Државе
Неколико државних вечера у Белој кући је укључивао облачење фрака, попут оне одржане за краљицу Елизабету 2007. Други значајни примери укључују Меморијалну вечеру Алфреда Е. Смита у Њујорку, као додатак неколико балова дебитаната као што је Међународни бал дебитаната у Њујорку и Бал пророка под велом у Сент Луису.
На југу САД, фрак се понекад назива "costume de rigueur", прилагођена са француског језика због историјске позадине Нове Француске. Понекад се користи у позивницама за маскенбал и прославе Марди Граса, наглашавајући фрал за мушкарце и вечрње хаљине за даме.
Када је Институт за костиме Метрополитен музеја уметности у Њујорку објавио правила облачења фрака 2014., бројни медији указали су на потешкоће и трошкове набавке традиционалне беле кравате, чак и за славне госте.

## Композиција
Према Дебретовом водичу за бонтон, централне компоненте вечерњег одела за мушкарце су бела кошуља од марчеле са крилатом крагном и једноструким манжетнама, закопчана клиновима и дугмадима за манжетне; око крагне се носи истоимена бела марчела лептир машна, док се преко кошуље носи деколтирани прслук од марчеле. Преко овога се носи црни дупли капут вуне или ултрафини фрак са свиленим шиљастим реверима. Панталоне имају два галона на спољној страни обе ногавице. Исправне ципеле су ципеле од лаковане коже. Иако су бели шал и вечерњи капут и даље популарни зими, традиционалне беле рукавице, цилиндри, штапови и огртачи су сада ретки. Жене носе вечерњу хаљину, са опцијом накита, тијаре, пашмине, огртача или и дугих белих рукавица.
Прслук не би требало да буде видљив испод предњег дела фрака, што захтева струк и често трегере за панталоне. Као што један новинар за GQ магазин резимира „Једноставно правило је да никада више треба да видите само црно и бело, а не црно, бело и црно“. Док Дебретов водич за бонтон прихвата дупле манжетне за кошуље које се носе са фраком, већина кројача и трговаца сугерише да су једноструке, повезане манжетне најтрадиционалнија и најформалнија варијација прихватљива према кодексу облачења. Двоструке манжетне се не носе често нити се препоручују уз белу кравату. Декорације се такође могу носити и, за разлику од Дебретовог, студентске новине Универзитета Кембриџ сугеришу да су цилиндар, огртач и штап са сребрним врхом прихватљиви додаци.

## Галерија
- Званични портрет бразилског председника Жетулија Варгаса (1930)
- Портрет Фреда Астера (1941)
- Председник Џон Ф. Кенеди и госпођа Жаклин Кенеди са председником Феликсом Уфуе-Боањи и госпођом Мари-Терез Уфуе-Боањи са Обале Слоноваче (1962)
- Председник Сједињених Држава Џералд Форд, прва дама Бети Форд, јапански цар Хирохито и царица Нагако током државне вечере, 1975.
- Бразилски председник Жаир Болсонаро на церемонији устоличења јапанског цара Нарухита (2019)